# Kotu (Kanifing Municipal)
Kotu ist ein Ortsteil der Gemeinde Kanifing (englisch Kanifing Municipal) im westafrikanischen Gambia.
Der Ortsteil liegt im Nordwesten der Gemeinde und gehört zum Ort Serekunda und zum Ortsteil Manjai Kunda. Bei der Volkszählung von 1993 wurde Kotu als eigener Ort mit 4419 Einwohnern gelistet.

## Geographie
Kotu liegt im Nordwesten von Manjai Kunda an der Küste des Atlantischen Ozeans mit dem Kotu Beach. Der Ortsteil ist nach dem Gewässer Kotu benannt, das dort ins Meer mündet. Nach Nordosten ist der Ortsteil durch den Fajara Golf Course begrenzt. Der Ortsteil Kololi liegt im Westen. Die südliche Grenze verläuft südlich des Bertil Harding Highway.
 Als Kotu Beach wird der Strandabschnitt zum Atlantischen Ozean bei Kotu bezeichnet. Der Strandabschnitt liegt beim Kotu Point und der Mündung des Kotu. Südlich schließt sich der Kololi Beach, am Kololi Point, an. Nördlich liegt die Steilküste von Fajara und Bakau.